# Patrus Ananias
Patrus Ananias de Sousa GCMD • GOMM (Bocaiuva, 26 de janeiro de 1952) é um professor, advogado e político brasileiro. Foi o ministro do Desenvolvimento Agrário do Brasil durante o segundo mandato da presidente Dilma Rousseff.

## Biografia
Patrus Ananias é sobrinho do ex-deputado Agostinho Patrus e primo do deputado estadual Agostinho Patrus Filho (PV), atual presidente da ALMG. Seu filho, Pedro Patrus, é vereador de Belo Horizonte.
O nome do ministro vem do sobrenome da família. O avô materno, libanês, tinha o sobrenome Poltrus, mas quando chegou ao Brasil o serviço de imigração trocou para Patrus. Formou-se em direito na Universidade Federal de Minas Gerais em 1976. Iniciou sua vida política no Centro Acadêmico Afonso Pena (CAAP), entidade de representação dos estudantes da Faculdade de Direito da UFMG, tendo participado dos movimentos políticos e sociais dos anos 1970 que resultaram na fundação do Partido dos Trabalhadores. Como advogado sindical e trabalhista entre 1979 e 1983, defendeu categorias profissionais como jornalistas, assistentes sociais, professores e engenheiros. Manteve a conexão com movimentos sociais prestando assessoria a associações comunitárias, pastorais e movimentos sociais.
É professor aposentado da Faculdade Mineira de Direito na Pontifícia Universidade Católica de Minas Gerais, onde ingressou em 1979, tendo presidido o Instituto Jacques Maritain. É também servidor aposentado, aprovado em concurso público e nomeado em 1982, da Assembleia Legislativa de Minas Gerais, onde trabalhou na Escola do Legislativo.
Seu primeiro mandato político foi em 1988, quando foi eleito vereador à Câmara Municipal de Belo Horizonte, pelo Partido dos Trabalhadores (PT). Entre outros trabalhos, foi presidente da Comissão de Legislação e Justiça e relator da Lei Orgânica do Município.
Entre 1997 e 2001, retornou às atividades docentes e acadêmicas, bem como a suas atividades na Assembleia Legislativa. É mestre em Direito Processual pela Pontifícia Universidade Católica de Minas Gerais (PUC Minas), assim como Especialista (pós-graduação) em Poder Legislativo, também pela PUC Minas. É doutorando em Filosofia, Tecnologia e Sociedade pela Universidade Complutense de Madri. Escreve colunas de opinião publicadas em diversos jornais brasileiros. É membro da Academia Mineira de Letras desde 1996 (cadeira nº 39).
Na PUC Minas, a par da docência, atuou no Núcleo Jurídico de Políticas Públicas, como pesquisador, com a linha de pesquisa "Estado, Constituição e Sociedade no Paradigma do Estado Democrático de Direito". Trabalha, também, coordenando a produção editorial da Universidade na área jurídica.
Sua produção acadêmica abrange o direito público e a teoria do direito. Seu pensamento possui fundamentos na tradição democrático-cristã, sob a influência de Jacques Maritain, Alceu de Amoroso Lima e Edgar da Mata-Machado, assim como se atrela a vertentes do direito púbico contemporâneo e do socialismo democrático. Entre outros trabalhos, publicou "Processo Constitucional e Devido Processo Legal" (2000); "Crisis in labour relations in Brazil: solutions for increasing employment and reducing poverty" (2000); "Formação Humana e Religiosa nas Universidades Confessionais" (2002); "A Câmara de 1826 – Bernardo Pereira de Vasconcelos e a Gênese do Devido Processo Legislativo no Brasil" (2002); "Política e administração em Belo Horizonte" (1996); "Em busca de um projeto democrático de cidade" (1997); "Milton Campos e o Direito ao Trabalho"; e "Estado de Necessidade e Desobediência Civi" (2002).
Foi candidato ao governo de Minas Gerais em 1998, sempre pelo PT. Alcançou o 3º lugar nas eleições, que seria vencida pelo ex-presidente da República, Itamar Franco, ficando o então governador Eduardo Azeredo em 2° lugar. Em 2001, foi eleito presidente do Diretório Estadual do PT.

### Prefeito de Belo Horizonte
Em 1992 foi eleito prefeito de Belo Horizonte em chapa que tinha Célio de Castro (PSB) como vice-prefeito derrotando os ex-prefeitos Maurício Campos (PL), a quem derrotou em segundo turno, e Sérgio Ferrara (PMDB), além do então deputado federal Aécio Neves, que terminaria em terceiro lugar.
Seu mandato como prefeito de Belo Horizonte foi marcado por reformas estruturais na administração municipal, com mudanças na organização da prefeitura, no planejamento público e no direcionamento das políticas públicas, a empreender uma agenda de desenvolvimento social, com políticas de combate à pobreza, de segurança alimentar, de promoção de emprego e renda, além de investimentos em educação e saúde. Implantou, também, o orçamento participativo. Sua administração foi premiada pela Organização das Nações Unidas como modelo de gestão pública.

### Deputado Federal
Em 2002, foi eleito deputado federal pelo PT, alcançando mais de 520 mil votos. Foi, até as Eleições estaduais em Minas Gerais em 2022, a maior votação obtida por um candidato a deputado em Minas Gerais, correspondendo a 5,4% dos votos válidos, sendo superado pelo candidato Bolsonarista e vereador por Belo Horizonte Nikolas Ferreira, por mais de 1,4 milhões de votos. Na Câmara Federal, assumiu a vice-presidência da Comissão de Constituição e Justiça e tornou-se membro do Conselho de Ética. Participou, também, das Comissões de Desenvolvimento Regional e Desenvolvimento Urbano e Interior.
No dia 17 de junho 2025, o Metrópoles apurou que Ananias apresentou emendas que beneficiaram a Contag a promover o descontos ilegais, redigidas pela própria Confederação, no esquema de fraudes no INSS.

### Ministro
Em 2004, em um contexto de crise a envolver as políticas sociais promovidas pelo Governo Federal, foi convidado pelo presidente Lula para assumir o Ministério do Desenvolvimento Social e Combate à Fome (MDS), cargo no qual permaneceu até março de 2010. Por sua atuação, foi condecorado em 2004 e 2005 pelo presidente Lula, respectivamente com a admissão à Ordem do Mérito Militar no grau de Grande-Oficial especial e com a promoção à distinção máxima da Ordem do Mérito da Defesa, a Grã-Cruz suplementar.
Foi durante sua gestão como ministro que foi implementado o programa Bolsa Família, programa do governo federal para famílias em situação de pobreza e extrema pobreza. Nesse período quase 13 milhões de famílias foram contempladas com o Bolsa Família.

### Eleições prefeitura de Belo Horizonte
No início de 2010, disputou contra o ex-prefeito de Belo Horizonte, Fernando Pimentel, as prévias do PT para a escolha do candidato a governador do Estado. Perde a indicação, mas, em 31 de março de 2010, deixa o MDS para concorrer às eleições, na condição de candidato a vice-governador, na chapa de oposição encabeçada pelo senador Hélio Costa, à época ministro das Comunicações. Em 7 de junho de 2010, oficializa sua candidatura a vice-governador do estado de Minas Gerais, na chapa de Hélio Costa. Eles seriam derrotados no pleito pelo então governador Antônio Anastasia (PSDB), eleito vice-governador em 2006, na chapa de Aécio Neves, que deixara o cargo para concorrer ao Senado.
Em 2012, disputou, novamente, a prefeitura de Belo Horizonte, contra o prefeito em exercício, Márcio Lacerda (PSB), saindo derrotado, ainda no primeiro turno. Obteve 40% dos votos, ante 54% de seu opositor. Naquela eleição, foi escolhido após o rompimento da chapa PSB-PT, então no comando da capital mineira, que já estava selada, tendo como candidato a vice-prefeito de Marcio Lacerda o deputado federal Miguel Corrêa, próximo do ministro Fernando Pimentel. Sua derrota foi atribuída ao pouco tempo para a campanha, a certa desorganização do PT, e ao preparo demonstrado pelo candidato Márcio Lacerda - prefeito com altos índices de aprovação e tradicional aliado do PT - na disputa eleitoral.

## Ministério do Desenvolvimento Agrário
Em 29 de dezembro de 2014 foi anunciado oficialmente como o novo ministro do Desenvolvimento Agrário do Segundo Gabinete Dilma Rousseff. Em 14 de abril de 2016, deixou o ministério em função da votação do processo de impeachment da presidente Dilma Rousseff. Foi reconduzido ao cargo em 19 de abril.